# Grijze lijsterdikkop
De grijze lijsterdikkop (Colluricincla harmonica) is een zangvogel uit de familie Pachycephalidae (dikkoppen en fluiters).

## Verspreiding en leefgebied
Deze soort komt voor in Australië en oostelijk Nieuw-Guinea en telt vijf ondersoorten:
- C. h. brunnea: noordelijk Australië en Melville.
- C. h. superciliosa: oostelijk Nieuw-Guinea, de eilanden in de Straat Torres en noordoostelijk Australië.
- C. h. harmonica: oostelijk Australië.
- C. h. strigata: Tasmanië en de eilanden in de Straat Bass.
- C. h. rufiventris: westelijk, zuidelijk en centraal Australië.

## Status
De grootte van de populatie is niet gekwantificeerd maar de soort wordt omschreven als schaars tot vrij algemeen. Op de Rode lijst van de IUCN heeft deze soort de status niet bedreigd.